# It’s My Life (Dr. Alban-dal)
Az It’s My Life című dal a nigériai születésű, Svédországban élő zenész-producer, Dr. Alban első kimásolt kislemeze az One Love című második albumról.
A dal több európai országban slágerlista első helyezett volt, többek között Ausztria, Németország, Olaszország, Hollandia, és Belgium, valamint az Egyesült Királyságban, és Franciaországban 2. helyezést ért el. Denniz Pop és Stonebridge producerek Raggadag néven készítettek remixeket a dalból. Az It’s My Life alapjait a magyar Digital Scream együttes is felhasználta a Hé várj! című dalának hangmintájaként.
A dal kétszer került forgalomba, először 1992-ben, majd 1993-ban. A dal egy tamponreklám zenéje is volt az Egyesült Királyságban, valamint az a kislemezből 91.000 példányt adtak el csupán Franciaországban. A dal az 1993-as Baazigar című hollywoodi filmben is szerepelt.
A dalból 1997-ben és 2014-ben is készítettek remixeket. Utóbbi a német Köln 50667 című szappanopera betétdala is volt. A remix a 29. helyig jutott a slágerlistán Németországban.

## Számlista
CD kislemez & 7" kislemez
1. „It’s My Life” (radio edit) — 4:00
2. „It’s My Life” (club edit) - 4:07

CD maxi & 12" kislemez (Raggadag Remix) 
1. „It’s My Life” (raggadag remix) — 4:32
2. „It’s My Life” (powermix) - 4:26
3. „It’s My Life” (extended club version) - 7:43

## Slágerlista

### Legmagasabb helyezések
| Slágerlista (1992–93)                                | Legmagasabb helyezés |
| ---------------------------------------------------- | -------------------- |
| Ausztrália (ARIA)                                    | 43                   |
| Ausztria (Ö3 Austria Top 40)                         | 1                    |
| Belgium (Ultratop 50 Flanders)                       | 1                    |
| Finnország (Suomen virallinen lista)                 | 5                    |
| Franciaország (Single Top 100)                       | 13                   |
| Németország (Media Control Charts)                   | 1                    |
| Írország (IRMA)                                      | 2                    |
| Olaszország (FIMI)                                   | 1                    |
| Hollandia (Top 40)                                   | 1                    |
| Új-Zéland (Recorded Music NZ)                        | 49                   |
| Norvégia (VG-lista)                                  | 6                    |
| Spanyolország (AFYVE)                                | 11                   |
| Svédország (Sverigetopplistan)                       | 1                    |
| Svájc (Schweizer Hitparade)                          | 2                    |
| UK Kislemezlista (The Official Charts Company)       | 2                    |
| U.S. Billboard Hot 100                               | 88                   |
| U.S. Billboard Hot Dance Music Club Play             | 3                    |
| U.S. Billboard Hot Dance Music/Maxi-Singles eladások | 4                    |
| U.S. Billboard Hot Modern Rock Tracks                | 28                   |

### Év végi slágerlista
| Slágerlista (1992)    | Helyezés |
| --------------------- | -------- |
| Osztrák kislemezlista | 1        |
| Holland Top 40        | 2        |
| Svájc kislemezlista   | 1        |

### Eladási eredmények
| Ország        | Helyezés | Dátum            | Eladási adatok      |
| ------------- | -------- | ---------------- | ------------------- |
| Ausztria      | Platina  | 1993 november 15 | 30,000 db kislemez  |
| Franciaország | Ezüst    | 1993             | 125,000 db kislemez |
| Németország   | Platina  | 1992             | 500,000 db kislemez |

## It’s My Life’97
Az It's My Life'97 című dal, az 1992-ben megjelent eredeti verziójának Sash! remixe, mely a The Very Best Of 1990-1997 című válogatáslemezen található. Az albumon Sash! Rmx Long Version címen van feltüntetve, a maxi cd-n viszont mint 97 remix szerepel. A maxi cd verzión a Sing Hallelujah Stevie Steve remixe is helyet kapott. A remix csupán a Finn slágerlistára került fel, ahol a 18. helyig jutott.

### Számlista
CD Maxi
1. "It's My Life" (sash! rmx long version) - 5:58  Remix – Sash!
2. "Sing Hallelujah!" (stevie steve rmx) - 7:09 Remix – Stevie Steve*
3. "Sing Hallelujah!" (dj stevie steve's pizzi edit) - 4:06

12" kislemez
1. "It's My Life" (sash remix) - 5:58
2. "It's My Life" (extended radio) - 7:03
3. "It's My Life" (sash dub) - 5:58

## It’s My Life 2014
Az It's My Life 2014 című dal az 1992-es azonos címet viselő kislemez remixe, mely fizikai hanghordozón nem jelent meg, csupán letölthető volt. Azonban ez a verzió is slágerlistás lett, így Ausztriában a 39., míg Svájcban a 61., Németországban a 29. helyig jutott a dal remix változata. A dal sem albumra, sem válogatás lemezre nem került fel.

### Számlista
Digitális letöltés
1. "It’s My Life 2014" (Bodybangers Radio Edit) - 3:33
2. "It’s My Life 2014" (DBN Radio Edit) - 2:52
3. "It’s My Life 2014" (Roter & Lewis Radio Dub Mix) - 3:07
4. "It’s My Life 2014" (Bodybangers Remix) - 5:00
5. "It’s My Life 2014" (DBN Extended Mix) - 5:01
6. "It’s My Life 2014" (Roter & Lewis Dub Mix) - 5:39
7. "It’s My Life 2014" (Original Edit) - 4:00